# Edelmetall-Streaming
Edelmetall-Streaming (englisch: Precious metals streaming) ist ein Ausdruck, welcher eine besondere Geschäftsbeziehung zwischen einem darauf spezialisierten Unternehmen und einer Bergbaufirma kennzeichnet, bei welcher das Unternehmen sich Rechte an der zukünftigen Edelmetallförderung (Stream) der Bergbaufirma zu voraus festgelegten Discountpreisen sichert und dafür eine Vorauszahlung leistet. Edelmetall-Fördermengen strömen als laufende Rückzahlungen an kreditgebende Unternehmen. Dieses Geschäftsmodell ist für Bergbaufirmen vorteilhaft, welche Kapital für den Auf- oder Ausbau ihrer Minentätigkeit benötigen. Oft sind es Bergbaufirmen, bei welchen Edelmetalle als Nebenprodukt des hauptsächlichen Abbaus anderer Erze wie Kupfer oder Eisen anfallen. Das kapitalgebende Unternehmen hat keine Eigentumsrechte an der betreffenden Bergbaufirma und trägt keine Verantwortung und Kosten für den Minenbetrieb, sondern ist nur abhängig von der zukünftigen Förderleistung des Bergbauunternehmens. Verträge dieser Art werden meistens mit einer Laufzeit von vielen Jahren abgeschlossen.
Das erste Unternehmen, welches nach diesem Geschäftsmodell Verträge für die Goldförderung der Goldstrike Mine 1987 abschloss, war das kanadische Unternehmen Franco-Nevada.
Als neueres Beispiel kann das Kupferbergwerk Cobre Panama dienen. Franco-Nevada hat während Jahren den Aufbau dieses Bergwerks im Umfang von rund 1,4 Milliarden US-Dollar mitfinanziert. Die Rückzahlung erfolgt seit 2019 durch Anteile an den geförderten Edelmetallen während der nächsten rund 30 Jahre.
Wheaton Precious Metals, Franco-Nevada, Royal Gold, Osisko Mining und Sandstorm Gold sind die größten Unternehmen, welche auf Edelmetall-Streaming beruhen. Das Gesamtvolumen von Finanzierungen dieser alternativen Art betrug 2019 15 Milliarden US-Dollar.